# ゴドルフィンアラビアン

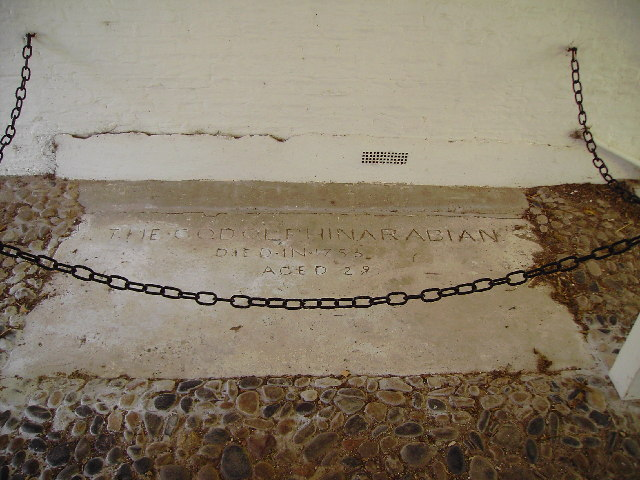
Wandleburyにある墓（「THE GODOLPHINARABIAN DIED IN 1753 AGED 29」と刻まれている）

ゴドルフィンアラビアン（Godolphin Arabian）またはゴドルフィンバルブ（Godolphin Barb）（1724年ごろ - 1753年）は、サラブレッド三大始祖の一頭、遺伝的にはサラブレッド最大の創始者。
伝説的な生涯が伝えられており、その馬生は小説にもなった。
ベルベル族が多く住む地域からフランスへ輸入された後にイギリスに売られたたためバルブ種として登録されていたが、近年のY染色体ハプロタイプの解析の結果血統的にはバイアリーターク（Tb-oB1）と同じTb-oグループに属するTb-oB3b（かつてはTb-gとされたこともある）と判明。Tb-oB3bは典型的なトルコマン系ターク種（Turk, 「テュルク」の意）との血縁関係を強く示唆する遺伝子だが、アラブ種一部血統との血縁関係もあり得るという。（なお、ダーレーアラビアンはTb-d。）

## 概要
ゴドルフィンアラビアンは三大始祖の中でもっとも遅く、1729年にイギリスに輸入されたとされている。しかしその生涯について信頼できる資料は少なく、かなりの部分が謎に包まれている。
肝心のジェネラルスタッドブックも死後40年が経過して書かれており、すでに創作が入っているとされる。いろいろな書籍で伝えられる生涯の中には明らかに辻褄の合わない箇所もある。
これらをアメリカの作家マーゲライト・ヘンリーがまとめ、1948年に『名馬風の王』（ISBN: 4061472267）として出版している。
一般には1724年ごろの生まれの猫好きな黒鹿毛馬だったとされる。チュニスから献上品としてフランスへ輸入された後、エドワード・コーク（Edward Coke）の手によりイギリスに渡った。
種牡馬として成功し、おおよそ90頭の仔を残したのち、1753年に死亡。墓は現在でもゴグマゴグ丘陵にある。元の呼び名については複数説があり確定していないが、いつのころからか、最後の所有者だったゴドルフィン伯フランシス・ゴドルフィンの名をとってゴドルフィンアラビアンと呼ばれるようになった程度である。
サラブレッド三大始祖の一頭とされるように、現在でも父系子孫が残っている。サラブレッドに占める割合は1850年以降常に10パーセントを下回っているが、かつて18世紀中ごろは50パーセントを上回っていた時期もあった。父系に限定しない総合的な影響は、サラブレッド始祖の中でも抜けて高く、サラブレッドの遺伝子プールの13.8パーセントはゴドルフィンアラビアンに由来する。これは2-4位のダーレーアラビアン、ルビーメア、カーウェンズベイバルブの3頭の合計に匹敵する。
体高は15ハンド（約152.4センチメートル）説が有力だが、14.2ハンド（144.3センチメートル）という記述も見られる。
ドバイの王族マクトゥーム家による競走馬管理団体「ゴドルフィン」はこの馬にちなんで名付けられたものである。

## 生涯

### 生地
品種や生地についてもはっきりしたことは分からず、シリア産やイエメン産（がシリア→チュニスを経由）などといわれていることと体の特徴から一般的にはアラブ種とされているが、ジェネラルスタッドブックにはバルブ種と記載されており北アフリカ産、モロッコ産との説もある。ゴドルフィンバルブという呼び名はバルブ説に由来する。

### 名前
産まれた当初の名はSham（シャム）だったとされることが多い。Shamはアラビア語でシリア、もしくはダマスカスを意味するشام（shām, シャーム）に由来すると言われている。なお資料によりShami、Shami、El Shamなどと差異が見られる。
『名馬風の王』ではShamを「太陽」との意味で紹介しているが、誤りである可能性が高い。
アラビア語で太陽はشمس（shams, シャムス）であること、英語の諸文献においてシリア出身もしくはダマスカス出身という意味でSham（شام, shām, シャーム）、El Sham（الشام, al-shām, アッ＝シャーム（口語発音はエッ＝シャーム、イッ＝シャーム, 「シリア地方」もしくは「ダマスカス」の意）、Shami（شامي、shāmī, シャーミー, 「シリア出身の（馬）」もしくは「ダマスカス出身の（馬）」の意）という幼名で呼ばれていたとの記述があること、アラビア語におけるゴドルフィンアラビアン伝記で幼名が太陽ではなくシリアもしくはダマスカスにちなむشاميなどと表記されていることなどから太陽説は考えにくい。

### フランスへ
同馬はその後北アフリカの現チュニジアにあるチュニスからフランスに渡った（モロッコの皇帝が献上したとも）。アラブの名馬でもあったシャムは植民地からの献上品のひとつとしてフランス王ルイ15世に献上されたと考えられている。しかし長旅で十分な餌を食べられなかったために痩せこけたシャムを国王は気に入らなかったらしく、その後イギリス人のエドワード・コーク（Edward Coke）の手に渡った。この経緯には謎が多いが、一説にはパリで散水車を曳いていて、たまたま通りかかったコークの目に留まり買われたとされる。

### イギリスへ
イギリスに渡ったあとは、エドワード・コークのもとでおもに乗馬、当て馬として使われていたという。コークが管理していたスタッドブックでは"ye Arabian"と記載されていたという。
ホブゴブリン（ダーレーアラビアンの孫）がロクサナとの種付けを嫌がったため代役としてゴドルフィンアラビアンを代わりに種付けし、名馬ラスとケードが生まれた。ホブゴブリンとロクサナをめぐり格闘し勝ち取った話も伝わっている（両者ともに間違っている可能性もある）。どちらにせよ最初の交配でフライングチルダーズ以来の名馬といわれたラスが生まれ、次に生まれたケードは産駒にマッチェムを出し、後世に血を残した。1733年にはコークが死亡したためロジャー・ウイリアムズの手に渡ったが、最終的にはゴドルフィン伯爵が購入した（資料により前後する）。
ラスとケードを出した結果、ゴドルフィンアラビアンはその後種牡馬として重用されることとなり、生涯におよそ90頭の産駒を残した。父方直系子孫は繁栄していないが現在でも残っている。
1753年にゴドルフィン伯爵のゴグマゴグ牧場で死亡、29歳の長寿だった。墓は現在でもゴグマゴグ丘陵の地方公園に残っている。（BBC）

### 猫のグリマルキンとの絆
親友は右上の絵画にも描かれている猫のグリマルキン (Grimalkin, 古語で「（グレーヘアの）猫」の意) であった。ゴドルフィンアラビアンはとても気性の悪い馬だったが、牧場にいたグリマルキンだけには心を開いていたという。ゴドルフィンアラビアンの死後、グリマルキンも後を追うようにしてすぐに死んだ。これにも逆の話が伝わっており、先に死んだのはグリマルキンのほうで、ゴドルフィンアラビアンは以後猫が大嫌いになったとされる。

## 主な産駒
- ブランク (Blank 1740) - 1762,1764,1770年イギリスリーディングサイアー
- ラス (Lath 1732) - ニューマーケットグレートステークス
- ケード (Cade 1734) - ラスの全弟、マッチェムの父。 1752,1753,1758-1760年イギリスリーディングサイアー
- レギュラス (Regulus 1739) - 1754-1757,1766年イギリスリーディングサイアー
- クリップル (Cripple 1750) - ジムクラックの父
- ゴワースタリオン (Gower Stallion 1740) - 子孫にクラシックホース2頭

ゴドルフィンアラビアンは多くの名馬を輩出し、名種牡馬であった。孫にマッチェム (Matchem) が出て大繁栄したが、その後ヘロド、エクリプスの登場にともない衰退した。子孫についてはマッチェム系を参照のこと。

## 物語
- 『名馬風の王』マーゲライト・ヘンリー（ISBN: 4061472267）
  - 1948年米国で初版刊行。英語原題『King of the Wind: The Story of the Godolphin Arabian』。シャム（ゴドルフィンアラビアン）と彼を愛する少年アグバの物語。モロッコでシャムが生まれてからイギリスで死ぬまでを描く。かなり創作が入っているとされるが、19世紀初頭、すでに同様の話は伝えられており、完全なフィクションとも言い切れない。
- 『キング・オブ・ザ・ウィンド/疾風の覇者』ピーター・デュッフェル
  - 英国制作、1989年公開（1990年公開との記載ソースも）。英語原題は『King of the Wind』。『名馬風の王』を映画化したもの。日本ではソニー・ピクチャーズ・エンタテインメントがVHS版等を発売したが、日本版については現在廃盤になっており中古でのみ入手が可能。海外ではAmazonのPrime Video他でオンデマンド配信が行われている。